# Фламінго приносить щастя
«Фламінго приносить щастя» («Õnnelind flamingo») — радянський телефільм 1986 року, знятий режисером Тинісом Каском на студії «Естонський телефільм».

## Сюжет
За романом Раймонда Каугвера «Ми не винні». Хуліганські «пустощі» групи підлітків стають причиною загибелі людини.

## У ролях
- Евальд Хермакюла — Юстас
- Кайє Міхкелсон — Леоніка
- Мікк Міківер — директор
- Олена Кондулайнен — Кайрі, класний керівник
- Мартін Нурм — Вахур в дитинстві
- Ерно Каазік— Вахур, підліток
- Аллан Ноорметс — Вахур
- Альгіс Матульоніс — Арнольд Юрт
- Рудольф Аллаберт — батько Мееліса
- Лійна Орлова-Хермакюла — мати Мееліса
- Карл Калкун — ветеран
- Валмар Лейсалу — приятель Вахура
- Тойво Рейнтал — приятель Вахура
- Гунар Кілгас — старий
- Андрес Лутсар — епізод
- Сулев Луйк — капітан міліції
- Кенно Оя — епізод
- Пеетер Кард — адвокат
- Лійна Тенносаар — дівчина Тоомаса
- Сійрі Сісаск — наречена Вахура
- Хелле-Реет Хеленурм — жінка на зібранні

## Знімальна група
- Режисер і сценарист — Тиніс Каск
- Оператор — Валерій Блінов
- Композитор — Лепо Сумера